# Zakon o stalnih razmerjih
Zakon o stalnih razmerjih ali zakon o stalni sestavi pravi, da je masno razmerje elementov v isti spojini vedno enako. V vodi (H2O) je razmerje mas vodika in kisika H:O vedno 1:8. Zakon o stalnih razmerjih je poleg zakona o mnogokratnih razmerjih osnovni zakon stehiometrije.

## Zgodovina
Zakonitost je odkril francoski kemik Joseph Proust. Proust je v letih 1798-1804 opravil mnogo poskusov in leta 1806 objavil naslednjo trditev:
Na podlagi opravljenih poskusov sem odkril pravilo, da se železo, tako kot mnoge druge kovine, vedno veže natančno z dvema deloma kisika. Železo se v tem pogledu ne razlikuje od kositra, živega srebra in svinca in, z eno esedo, od skoraj vseh znanih gorljivih  snovi.
Zakon o stalnih razmerjih je za sodobnega kemika nekaj samo po sebi umevnega, na koncu 18. stoletja, ko koncept kemične spojine še ni bil povsem jasen, pa je bil nekaj revolucionarnega. Ko je Proust prvič omenil svojo trditev, je naletel na nasprotovanje vseh pomembnih kemikov tistega časa. Navidnejši med njimi je bil Proustov kolega, francoski kemik Claude Louis Berthollet, ki je trdil, da se elementi spajajo v poljubnih razmerjih. Spori so trajali vse do takrat, ko so popoplnoma doumeli razliko med kemično spojino in zmesjo.
Zakon o stalnih razmerjih je na trdno teoretično osnovo postavil John Dalton, ki je leta 1803 objavil svojo atomsko teorijo. V atomski teoriji je trdil, da je element sestavljen iz atomov, ki so za ta element značilni, spojina pa je sestavljena iz različnih vrst atomov, ki so vezani v stalnih številčnih razmerjih.

## Nestehiometrične spojine
Zakon o stalnih razmerjih je bil zelo uporaben za utemeljitev sodobne kemije, kasneje pa se je izkazalo, da ni univerzalen. Obstajajo namreč nestehiometrične spojine, katerih sestava se od vzorca do vzorca spreminja. Takšen je, na primer, železov oksid wüstit (FeO), ki lahko vsebuje od 0,83 do 0,95 atomov železa na en atom kisika. Vsebnost kisika v oksidu se torej spreminja od 23% do 25%. Proustove meritve seveda niso bile dovolj natančne, da bi lahko ugotovil takšna odstopanja.
Na odstopanje od zakona vpliva tudi izotopska sestava elementa, ki je odvisna od nahajališča. Na tem pojavu temelji geokemijsko datiranje. Procesi, ki se dogajajo v vesolju, atmosferi, oceanih,  zemeljski skorji in globlje proti zemeljskemu jedru, namreč povzročajo kopičenje enega ali drugega izotopa. Razlike med nahajališči so majhne (izjema je vodik), vendar s sodobno opremo izmerljive.
Različno sestavo imajo lahko tudi naravni polimeri, na primer ribonukleinska kislina (RNA), beljakovine in ogljikovi hidrati, čeprav se obravnavajo kot »čiste kemične spojine«. Izjema so monodisperzni polimeri, ki imajo enako molekulsko maso, pa še pri njih zaradi različnih izotopov zakon ne velja popolnoma.